# Grenze zwischen Nigeria und dem Tschad

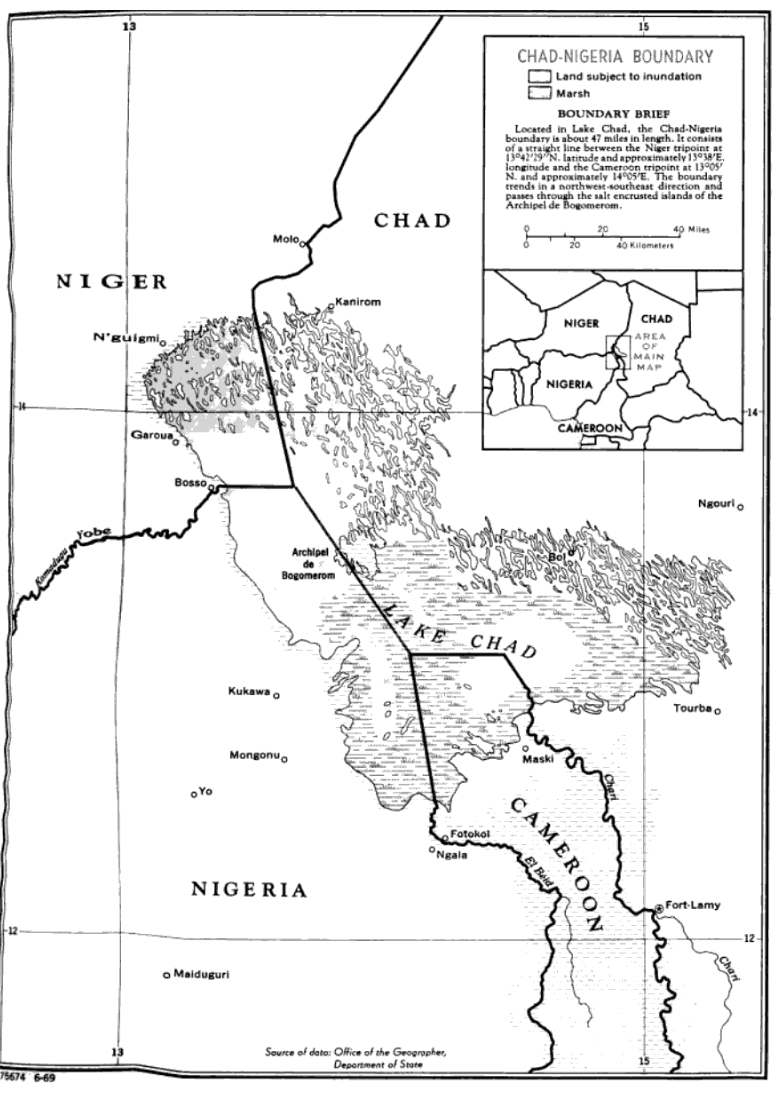
Karte des Grenzverlaufs

Die Grenze zwischen Nigeria und dem Tschad trennt als internationale Landgrenze diese beiden Staaten. Sie ist rund 85 km lang und verläuft vom Dreiländereck mit Niger zum Dreiländereck mit Kamerun.

## Geschichte
Im Wettlauf um Afrika erfolgte eine Abstimmung der Interessengebiete der europäischen Mächte auf der Berliner Kongokonferenz 1884. In der Folge dehnte Frankreich vom oberen Niger und in Zentralafrika seine Einflussgebiete aus; auch das Vereinigte Königreich drang von Lagos und Calabar aus in den Norden Nigerias vor und errichteten das Protektorat Nordnigeria, das sie 1914 mit Südnigeria vereinigten. Zwischen dem Vereinigten Königreich und dem in Kamerun nach Norden vorgedrungenen Deutschen Reich wurden 1893 und 1906/07 Grenzabkommen geschlossen, die auch das Gebiet um den Tschadsee betrafen. Britisch-französische Abkommen aus den Jahren 1898, 1904, 1906 und 1910 dehnten die Grenze von Französisch-Westafrika (AOF) zu Nordnigeria bis in den Tschadsee aus. Ein Grenzvertrag zwischen Frankreich und dem Deutschen Reich aus dem Jahr 1908 legte die Grenze zwischen Französisch-Äquatorialafrika (AEF) bis in den Tschadsee fest. Das Dreiländereck Niger-Nigeria-Tschad wurde 1910/12 und das Dreiländereck zu dem nach dem Ersten Weltkrieg zum Völkerbundsmandat gewordenen Kamerun 1932 exakt festgelegt; damit wurde die geradlinige Verbindung zwischen den beiden Punkten zum Grenzverlauf.
Nach der Unabhängigkeit des Tschad (August 1960) und von Nigeria (Oktober 1960) wurde auf einer Konferenz der Staaten des Tschadbeckens in N’Djamena (seinerzeit noch Fort-Lamy) im Dezember 1962 vereinbart, die bestehenden Grenzen im Tschadsee zu respektieren. Durch das Schwinden des Sees ergaben sich Probleme, die 1983 zu Grenzgefechten mit 75 Todesopfern auf tschadischer und 9 Todesopfern auf nigerianischer Seite führten. Die von Boko Haram in Nigeria ausgelösten Unruhen führten zu Fluchtbewegungen über die Grenze.

## Grenzverlauf
Die kurze Grenze verläuft geradlinig zwischen den Dreiländerecken mit Niger (13°42'36"N, 13°37'48"E) und Kamerun (13°46'48"N, 14°52'48"E). ). Sie führte ursprünglich durch den Tschadsee, verläuft durch dessen Schwund heute aber größtenteils über Land, Sumpf und dazwischen liegende Inseln des Sees.